# Naudville
Naudville ou Quartier-Naud est un quartier d'Alma, au Saguenay―Lac-Saint-Jean, Québec (Canada). Ses limites correspondent à l'ancienne ville annexée à Alma en 1962.

## Toponymie
Le nom « Naudville » souligne le nom du fondateur, Albert Georges Naud (1883-1959), premier maire de L'Isle-Maligne.
Albert Georges Naud est né le 20 novembre 1883 à Notre-Dame-de-Lévis. Il est diplômé d'un cours commercial du Collège de Lévis. Il arrive à Roberval en 1901 et travaille pour la Oyamel Company Limited. En 1912, on le nomme secrétaire à la Québec Development Company Limited où il voit à l'organisation des travaux préliminaires de la centrale hydroélectrique de L'Isle-Maligne. Les travaux de construction de la centrale s'échelonneront de 1923 à 1926. C'est au début de la construction de celle-ci que Naud s'installe à Alma. De 1924 à 1929, il devient le premier maire de la nouvelle ville d'Isle-Maligne, créée sur le territoire où se trouve la nouvelle centrale. De 1944 à 1949, il occupe la charge de premier magistrat d'une autre nouvelle ville détachée du territoire d'Alma, Naudville.
Naud est aussi partenaire de l'Aluminium Company Ltd, actionnaire et vice-président et éventuellement président-directeur général de l'Alma Company Ltd, secrétaire et fondateur de l'Assemblée libérale du comté du Lac-Saint-Jean; membre fondateur et officier du Conseil des Chevaliers de Colomb et fondateur directeur de la Chambre de commerce du Lac-Saint-Jean. Il participe également à plusieurs œuvres humanitaires. Albert Naud décède à  Naudville le 11 juin 1959.

## Histoire
La municipalité de village de Naudville naît en 1943 lorsqu'un groupe de propriétaires de la paroisse de Saint-Joseph-d'Alma construits en bordure nord de la rue Price obtiennent les lettres patentes en vue de l'incorporation d'une municipalité village, après que la paroisse de Saint-Joseph-d'Alma eut refusé de leur fournir les services d'aqueduc et d'égout[réf. nécessaire]. Albert Naud avait entamé des démarches en 1941 en vue de l'incorporation. Naudville est finalement incorporé le 1er janvier 1944 . Elle est essentiellement une ville dortoir pour les employés francophones des compagnies Price Brothers et Alcan. Elle voit sa population augmenter rapidement, ce qui lui permet d'accéder au statut de ville en 1954.
Au début des années 1960, une expansion résidentielle incontrôlable crée des problèmes financiers à la municipalité, car elle n'abrite que des résidences, très peu de commerce et aucune industrie. La solution choisie est l'annexion par la ville d'Alma en 1962 de Naudville, L'Isle-Maligne et Riverbend corrigera le problème[réf. nécessaire].